# Język bekais
Język bekais, także welaun (Welaun) – język austronezyjski używany na pograniczu Timoru Wschodniego i Indonezji (Timoru Zachodniego). Według danych z 2015 roku posługuje się nim ok. 4 tys. mieszkańców Timoru Wschodniego. Jest bliski językowi tetum.